# 969 (numero)
Novecentosessantanove (969) è il numero naturale dopo il 968 e prima del 970.

## Proprietà matematiche
- È un numero dispari.
- È un numero composto con 8 divisori: 1, 3, 17, 19, 51, 57, 323, 969. Poiché la somma dei suoi divisori (escluso il numero stesso) è 471 < 969, è un numero difettivo.
- È un numero sfenico.
- È un numero palindromo e un numero ondulante nel sistema numerico decimale.
- È un numero tetraedrico.
- È un numero ennagonale e un numero 324-gonale.
- È un numero intero privo di quadrati.
- È un numero nontotiente in quanto dispari e diverso da 1.
- È un numero malvagio.
- È somma dei primi 9 quadrati dispari: {\displaystyle 969=1^{2}+3^{2}+5^{2}+7^{2}+9^{2}+11^{2}+13^{2}+15^{2}+17^{2}}
- È parte delle terne pitagoriche (108, 969, 975), (969, 1120, 1481), (969, 1292, 1615), (969, 1480, 1769), (969, 2660, 2831), (969, 2292, 3145), (969, 8208, 8265), (969, 9180, 9231), (969, 24700, 24719), (969, 27608, 27625), (969, 52160, 52169), (969, 156492, 156495), (969, 469480, 469481)

## Astronomia
- 969 Leocadia è un asteroide della fascia principale del sistema solare.
- NGC 969 è una galassia lenticolare della costellazione del Triangolo.

## Astronautica
- Cosmos 969 è un satellite artificiale russo.